# Sigurds Bjørnetime
Sigurds Bjørnetime var et dansk børne TV-program på DR1 med Sigurd Barrett som vært, der spillede ved klaveret. Med i programmet var tøjdyret bjørnen Bjørn. Programmet blev sendt første gang i 1998.

Sigurds Bjørnetime havde i 2023 25 års jubilæum. Derfor lagde Sigurd nye episoder op på sin YouTube kanal.

## DVD Diskografi
- Sigurds Bjørnetime 1: Handler i dag om dyr
  - Bjørnetime om katte
  - Bjørnetime om elefanter
  - Bjørnetime om heste
  - Bjørnetime om livet på landet
- Sigurds Bjørnetime 2
  - Bjørnetime om cirkus
  - Bjørnetime om trylleri
  - Bjørnetime om bjørnens fødselsdag
  - Bjørnetime om fantasi
  - Musikvideo: Biler biler
- Sigurds Bjørnetime 3
  - Bjørnetime om at rejse i forskellige lande
  - Bjørnetime om at flyve
  - Bjørnetime om at sejle
  - Bjørnetime om at rejse
  - Musikvideo: På bondegården
- Sigurds Bjørnetime 4
  - Sjove lege
  - Sørøvere
  - Sportsbjørnetime
  - Melodigrandprix
- Sigurds Bjørnetime 5
  - ABC
  - Frække frøer
- Sigurds Bjørnetime 6, 2004
  - Vejret
  - Tøjdyr for en aften
- Sigurds Bjørnetime 7
  - Isbjørnetime
  - Danmarksbjørnetime
- Sigurds 10 Års Show

## TV udsendelser med bjørnen Bjørn
- Sigurds Juleshow med Symfoniorkestret 2008

## Eksterne links
- Sigurds Bjørnetime på Bonanza.dk